# Frank Hayes (fantino)
Frank Hayes (Irlanda, 1901 – Elmont, 4 giugno 1923) è stato un fantino irlandese.
È divenuto celebre per aver vinto una corsa a ostacoli con un cavallo nonostante avesse subito un infarto del miocardio fatale nell'ultima parte della gara.

## Biografia
Frank Hayes era nato nel 1901 in Irlanda ed era un allenatore di cavalli ed un fantino. Egli non aveva mai vinto una gara prima d'ora e decise di partecipare ad una corsa ostacoli con un cavallo chiamato Sweet Kiss che si tenne il 4 giugno 1923. Hayes nell'ultima parte della gara ebbe un infarto del miocardio e morì all'età di 22 anni. Il suo corpo rimase in sella quando il cavallo attraversò il traguardo, diventando il primo e finora unico fantino ad aver vinto una corsa dopo la morte. 
La morte di Hayes venne scoperta solo quando i funzionari di gara vennero a congratularsi con lui. Fu ipotizzato che l'attacco cardiaco fatale potesse essere stato causato dagli sforzi estremi di Hayes per soddisfare i requisiti del peso corporeo, poiché un giornale riporto che era dimagrito da 64 kg a 59 kg in un tempo molto breve.